# قطعنامه ۱۹۷۱ شورای امنیت
قطعنامه  ۱۹۷۱ شورای امنیت سازمان ملل متحد که در تاریخ ۰۳ مارس ۲۰۱۱ تصویب شد، سندی بین‌المللی دربارهٔ عملیات سازمان ملل در لیبریا است. این قطعنامه طی نشست ۶۴۹۳ام با ۱۵ رای موافق، ۰ مخالف و ۰ ممتنع تصویب شد.